# Ordres juridiques autochtones au Mexique
 (mars 2024).
Les ordres juridiques autochtones au Mexique sont les différents systèmes de droit des peuples autochtones du Mexique, par exemple le droit maya ou le système de justice chez les zapatistes.
Le système des us et coutumes est une des principales mesures de la part du système juridique étatique mexicain tentant de reconnaître la place de ces pratiques, en l'espèce dans le cadre du droit électoral des communes.

### Histoire
- (es) Clementina Battcock et Carlos Roberto Galaviz Sánchez, La justicia entre los Nahuas en el México Antiguo, Tirant lo Blanch, coll. « Historia del derecho en América Latina », 2023 (ISBN 978-84-1130-336-1)
- (en) Yanna Yannakakis, Since time immemorial: Native custom and law in colonial Mexico, Duke University Press, 2023 (ISBN 978-1-4780-9357-2 et 978-1-4780-2425-5)